# Iványi László (építész)
Iványi László (Szeged, 1933. december 8. – 2022. december 28.) magyar építész. Testvére, Iványi Tamás (1944–) orientalista. 

## Életpályája
1952–1957 között a Budapesti Műszaki és Gazdaságtudományi Egyetem hallgatója volt. 1957–1989 között a Buváti tervezője, vezető építész tervezője volt. 1989-től a Planart Építésziroda Kft. ügyvezető igazgatója volt.

## Családja
Szülei Iványi László és Sitkey Róza voltak. 1960-ban házasságot kötött Eltér Ágnessel. Egy lányuk született: Judit (1967-).

## Épületei

### Lakóházak
- Budakeszi út

### Teraszházak
- Tulipán utca (1963-1967)
- Bartha utca

### Középületek
- SUGÁR Üzletközpont
- Szeged Nagyáruház
- Egri piaccsarnok
- Aquincum Szálló (Kiss Alberttel)
- Közép-európai Egyetem (1994-1995; az év rehabilitációja)

### Irodaházak
- Magyar utca
- Wesselényi utca
- Kazinczy utca
- Budapest Bank székháza
- Szépvölgyi-ház
- Reviczky-liget

## Díjai
- Ybl Miklós-díj (1967)
- Budapest Építészeti Nívódíja (1995)
- Magyar Építőművészek Szövetségének díja (1995)
- Pogány Frigyes-díj (2016)